# Deyvison Denílson de Sousa Bessas
Deyvison Denílson de Sousa Bessas hay ngắn gọn Deyvison (sinh ngày 18 tháng 10 năm 1988 ở Minas Gerais) là một cầu thủ bóng đá người Brasil, thi đấu ở vị trí hậu vệ cho Arouca.